# Кршки партизански одред
Кршки народноослободилачки партизански (НОП) одред је био партизанска јединица у саставу Народноослободилачке војске и партизанских одреда Југославије током Другог светског рата у Југославији. 

## Историјат
Формиран је у другој половини јуна 1942. од 2. и 4. батаљона Долењског НОПО, у саставу 5. групе одреда. Крајем августа формиран је и 3. батаљон, кад је Одреда имао 500—600 бораца. Дејствовао је у делу Долењског северно од Крке, водећи борбе с мањим снагама италијанске војске у рошкој офанзиви. Значајније акције Одреда су: борбе с јачом италијанском колоном код Велике Шевнице 16. августа, напад на италијанско упориште Замешко код Новог Места 21. августа, рушење италијанског бункера дуж железничке пруге Ново Место—Мирна Печ крајем августа и почетком септембра 1942. Тада су два батаљона Одреда ушла у састав бригаде Матија Губец, у другој половини септембра остатак људства у састав Источнодолењског НОПО.